# Operazione Rigoletto
L'operazione Rigoletto fu un'operazione spionistica diretta dal capo del Servizio Informazioni Segrete (SIS), l'ammiraglio Alberto Lais, ai danni dell'Ambasciata francese sita in Palazzo Farnese a Roma all'inizio della seconda guerra mondiale. 

## Gli eventi
L'operazione aveva scopo principale quello di poter visionare i documenti segreti custoditi all'interno di tre casseforti presenti nell'ambasciata. Il tenente dei carabinieri Giuseppe Scordino fu incaricato di condurre la missione. A tal fine si avvalse della collaborazione del portiere dell'ambasciata, un certo Boccabella, che avvicinò sotto il falso nome di Bellagamba. In seguito il tenente fu costretto a svelare la propria identità ottenendo comunque la collaborazione del portiere.
Alla missione partecipò anche il maresciallo Manca, noto tombeur de femmes del SIS, il quale iniziò una relazione con la cameriera valdostana Corbaz. La Corbaz aveva accesso a tutto il pianterreno dato che era addetta alla pulizia delle stanze e riuscì a procurare un calco delle chiavi delle casseforti. Ciò nonostante, date le caratteristiche di sicurezza delle casseforti, le copie delle chiavi non funzionarono per cui gli uomini del SIS si rivolse alla ditta Fichet, responsabile della manutenzione delle casseforti. Sembra che dovettero ricorrere alle minacce per ottenere nuove copie corrette delle chiavi.
Da quel momento in poi le casseforti vennero sistematicamente aperte per circa due anni. I materiali (posta, cifrari, documenti, ecc.) vennero fotografati ogni notte anche se non si venne mai a conoscenza dei nomi delle spie francesi. I francesi dopo aver intuito qualcosa smantellarono le casseforti e nel 1944, durante l'occupazione di Roma, venuti a conoscenza dell'operazione arrestarono il portiere Boccabella, Manca, il tecnico della ditta Fichet e la cameriera, tenendoli prigionieri in un carcere in Algeria.
Scordino riuscì ad evitare l'arresto e andò in pensione con il grado di generale. Boccabella divenne portiere del Partito Liberale, in via Frattina. La loro amicizia sopravvisse alla guerra.